# Lene Egeli
Lene Egeli (Stavanger, 27 marzo 1987) è una modella norvegese, eletta Frøken Norge 2008 il 21 aprile 2008.
Ha successivamente rappresentato la Norvegia in occasione di Miss Mondo 2008 svolto presso Johannesburg, in Sudafrica, il 13 dicembre 2008. La Egeli non è riuscita a superare il primo turno di eliminazioni, che le avrebbero dato accesso alle semifinali, ma si è riuscita a classificarsi fra le trentadue semifinaliste per il riconoscimento Miss World Top Model.
Nel 2006 Lene Egeli aveva partecipato anche al talent show Norway's Next Top Model, e si era classificata al secondo posto, oltre che al concorso Årets Ansikt ("Volto dell'anno") nel 2004, classificandosi alla terza posizione ed ottenendo il riconoscimento di People's Choice. Inoltre era stata la protagonista di uno spot televisivo per l'azienda di cosmetici statunitense Revlon.
Oltre che come modella, Lene Egeli ha lavorato anche come insegnante assistente.